# Feng Menglong
Feng Menglong (en xinès tradicional: 馮夢龍; en xinès simplificat: 冯梦龙; en pinyin: Féng Mènglóng; 1574 - 1645) va ser un escriptor xinès de la dinastia Ming. També usà diversos noms de cortesia, com ara Youlong (猶龍), Gongyu (公魚), Ziyou (子猶), o bé Eryou (耳猶). Nasqué al comtat de Changzhou, actualment forma part de Suzhou, a la província de Jiangsu. Va publicar obres de teatre, cançons populars i sobretot tres recopilacions de narracions orals el títol de les quals és Tres recopilacions de contes (三言).

## Biografia
Feng nasqué en el sí d'una família de lletrats dedicats a l'administració pública. Els seus germans Feng Menggui (馮夢桂), Feng Mengxiong (馮夢 熊) i ell van ser educats en els clàssics i les arts tradicionals d'un home educat i culte del seu moment. Tant ell com els seus germans, esdevingueren escriptors, artistes i poetes reputats. De fet, se'ls coneix col·lectivament com els Tres Fengs de la zona de Wu (吳 下 三 馮). Malgrat el seu talent literari i el seu afany acadèmic des de jove, Feng participà en els exàmens de la funció pública imperial moltes vegades, però no aconseguí mai aprovar-los. Finalment, abandonà aquest camí dedicant la seva vida a l'ensenyament; es guanyà la vida com a tutor particular i professor.
El 1626, evità per poc d'ésser castigat al haver-se vist implicat com a associat de Zhou Shunchang, persona que fou depurada per eunuc corrupte. Consternat per la injustícia, decidí completar la seva trilogia de col·leccions de contes vernacles xinesos: Històries per instruir el món, Històries per advertir el món i Històries per despertar el món (喻世明 言, 警世通言 i 醒世 恆言), publicant aquest darrer volum.
En reconeixement de la seva reputació com a escriptor, Feng va rebre el 1630 el títol de gongsheng. L'any següent, va rebre el seu primer càrrec governamental com a instructor del comtat de Dantu (avui Zhenjiang). El 1634 va ser nomenat magistrat del comtat de Shouning, a Fujian. Durant el seu mandat, va ser considerat com un administrador moralment recte i diligent. Es retirà el 1638.
El 1644, un exèrcit rebel saquejà Pequín, aleshores capital de la Xina, fet que motivà la invasió de les forces manxús dels Qing, fent caure la dinastia Ming. Als setanta-un anys, publicà un tractat anomenat Propostes de Rejoveniment Nacional, per inspirar els seus compatriotes a repel·lir els invasors. Va morir desesperat el 1646 mentre la dinastia Ming continuava col·lapsant-se. Algunes referències escrites ens fan referència a la seva mort com un assassinat a mans dels soldats de l'exèrcit Qing.

## Obra
La producció literària de Feng consistí en la recopilació d’històries i butlletins locals, la compilació de narracions i de contes populars i històries de l’antiguitat en forma de contes i obres de teatre, així com l’autoria de novel·les xineses de gust popular. Dues de les seves obres més destacades són el Qing Shi (Història de l’amor, 情史), una antologia d’històries d’amor clàssiques i la novel·la shenmo Pingyao Zhuan. El 1620 va publicar les Il·lustres paraules per instruir el món (喻世明 言 Yushi Mingyan), o Històries velles i noves, la primera part de la seva ja mencionada trilogia.
Feng fou un gran defensor de l'escola de Li Zhi, i donà suport a la importància dels sentiments i el comportament humans en la literatura. Freqüentment se l’associa amb Ling Mengchu, una col·lecció de dues parts de contes vernacles.
De jove, Feng Menglong estava enamorat d’una famosa prostituta. Malauradament, econòmicament no es podia permetre redimir la seva amant, i aquesta acabà amb un comerciant. Es diu que aquesta experiència de joventut donà a Feng dolor i desesperació i aquests foren àmpliament expressats a través dels seus poemes.Alhora, s'ha dit que aquesta experiència també influí en la manera de retratar personatges femenins en les seves històries. De fet, Feng Menglong va ser un dels pocs autors que va retratar la dona com a forta i intel·ligent; i això és diferent d'altres autors, on tendeixen a ignorar la importància de la posició femenina. Els personatges femenins de les històries de Feng Menglong es descriuen com a valents i brillants quan tractaven situacions diverses.